# Embraer EMB 120
 (mars 2019).
Si vous disposez d'ouvrages ou d'articles de référence ou si vous connaissez des sites web de qualité traitant du thème abordé ici, merci de compléter l'article en donnant les références utiles à sa vérifiabilité et en les liant à la section « Notes et références ».
Dimensions
L'Embraer EMB 120 Brasilia est un avion bi-turbopropulseur de 30 places fabriqué par Embraer à São José dos Campos dans l'État de São Paulo. C'est un dérivé de l'Embraer EMB 110 Bandeirante.
Il est propulsé par deux turbines PW118B de Pratt & Whitney, délivrant chacune 1 800 chevaux à l'arbre. Sa vitesse de croisière est de l'ordre de 300 nœuds (555 km/h) et il a une autonomie de 800 nm (1 481 km) à pleine charge.
Son plafond opérationnel est de 32 000 pieds (9 754 m), mais il est limité à 28 000 pieds en Europe car il n'est pas équipé RVSM.
Plus de 350 exemplaires de cet avion ont été construits. Plusieurs compagnies européennes l'ont utilisé comme avion de liaison intra-européen (Air Littoral, DAT, DLT, Excel, Regional, Atlantique Air Assistance).
Sur la vingtaine d'accidents recensés dans le monde[Quand ?], 3 accidents mortels ont été causés par un défaut structurel des hélices avant que celui-ci ne soit corrigé définitivement.
Cet appareil sera remplacé par l'EMB 135.
En 2024, il est toujours utilisé, notamment par la force aérienne uruguayenne qui à en achète deux en seconde main pour environ 1,4 million de dollars américains.

## Variantes

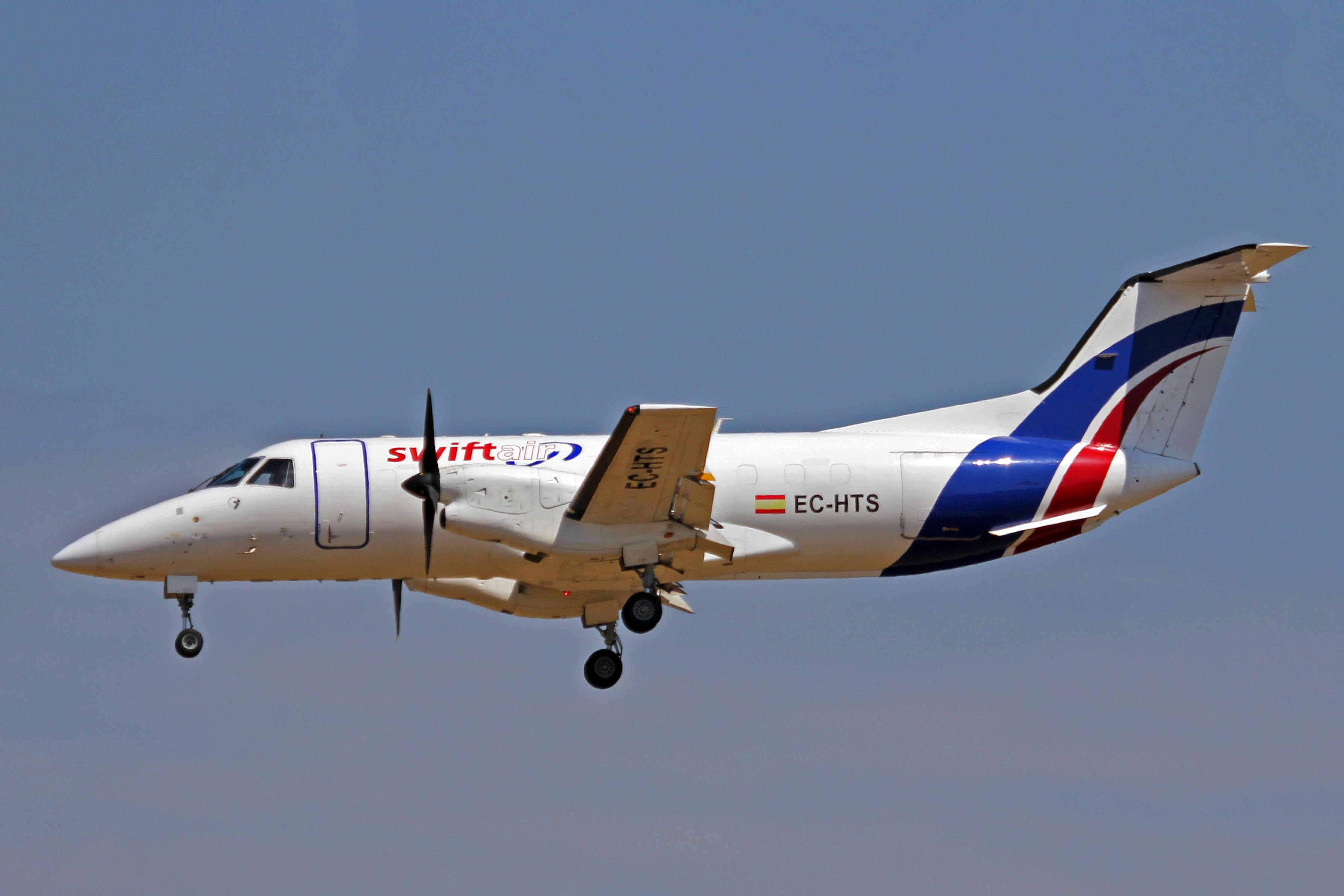
Un Cargo Swiftair

EMB 120Version de production de base.
EMB 120ERVersion à portée étendue et à capacité accrue. Tous les EMB 120ER  peuvent être convertis en modèles EMB 120FC ou EMB 120QC.
EMB 120FCVersion cargo complète.
EMB 120QCVersion de chargement à changement rapide.
EMB 120RTVersion de transport. Tous les  EMB 120RT peuvent être convertis dans le modèle EMB 120ER.
VC-97Version de transport VIP pour l'armée de l'air brésilienne.